# Ueda Ajasze
Ueda Ajasze (上田 綺世) (Mito, 1998. augusztus 28. –) japán válogatott labdarúgó, a Cercle Brugge játékosa.

## Klub
A labdarúgást a Kasima Antlers csapatában kezdte.

## Nemzeti válogatott
2019-ben debütált a japán válogatottban. A japán válogatott tagjaként részt vett a 2019-es Copa Américán. A japán válogatottban 6 mérkőzést játszott.

## Statisztika
| Japán válogatott | Japán válogatott | Japán válogatott |
| Időszak          | Mérk.            | gól              |
| ---------------- | ---------------- | ---------------- |
| 2019             | 6                | 0                |
| Összesen         | 6                | 0                |